# 田辺忠幸
田辺 忠幸（たなべ ただゆき、1931年1月28日 - 2008年1月6日）は、日本の将棋観戦記者、将棋ライター。

## 略歴
東京都生まれ。早稲田大学在学中は将棋部正選手として活躍。1956年共同通信社に入社、1959年より運動部で将棋、囲碁、相撲、柔道などを担当。1974年棋王戦創設に参画し、その運営に当たった。
大阪支社運動部長などを歴任し、1991年定年退職。以後はフリーの観戦記者として活動した。
1997年、将棋ペンクラブ大賞。2000年から2007年まで、将棋ペンクラブ大賞の選考委員をつとめた。2002年、大山康晴賞を受賞。

## 著作
- 『早わかり将棋なんでも入門』（原田泰夫共著、上山ひろ志等え、小学館、小学館入門百科シリーズ） 1975
- 『将棋つぎの一手』（原田泰夫共著、小学館、小学館入門百科シリーズ） 1980
- 『詰め将棋100問』（原田泰夫共著、小学館、小学館入門百科シリーズ） 1980
- 『将棋初段への道』（原田泰夫共著、小学館、小学館入門百科シリーズ） 1982
- 『羽生善治の将棋攻略ブック』（羽生善治共著、小学館、キッズ・ポケット・ブックス） 1995
- 『将棋入門 : かならず強くなる』（佐藤康光監修、小学館、小学館基本攻略シリーズ） 1998
- 『「証言」将棋昭和史』（加藤治郎, 原田泰夫共著、毎日コミュニケーションズ） 1999
- 『最古参将棋記者高みの見物』（講談社、講談社+α新書） 2003
- 『将棋、ヨーロッパを行く : 欧州遠征将棋珍道中』（清流出版） 2004
- 『将棋八大棋戦秘話』（編、河出書房新社） 2006